# Гоманиха
Гоманиха — деревня в Усть-Кубинском районе Вологодской области.
Входит в состав Устьянского сельского поселения, с точки зрения административно-территориального деления — в Устьянский сельсовет.
Расстояние до районного центра Устья по автодороге — 16 км. Ближайшие населённые пункты — Никола-Корень, Вельцево, Андреевское.
По переписи 2002 года население — 9 человек.